# جامعة العلوم التطبيقية (البحرين)
جامعة العلوم التطبيقية هي إحدى مؤسسات التعليم العالي في مملكة البحرين، تقع في العكر جنوب المنامة. تأسست عام 2004 من قبل الأكاديمي البحريني وهيب الخاجة، حيث حصلت على ترخيص واعتماد من مجلس الوزراء في 5 يوليو 2004 ومنذ ذلك الحين ازداد حجمها ومكانتها لتصبح صرحاً علمياً نافعاً ومركزاً للتنوير واعداد الكوادر الوطنية المؤهلة على أرفع المستويات وفي مختلف التخصصات.
تعتبر جامعة العلوم التطبيقية من أوائل الجامعات التي منحت ترخيصاَ لمزاولة التدريس باستخدام اللغتين العربية والإنجليزية في مملكة البحرين والمناهج صعبة نسبيا وهي تتساوى مع جامعه البحرين من حيث جودة المستوى التعليمي من صعوبة المناهج وطريقه التدريس فنظام التدريس في الجامعة قائم على ربط النظرية بالتطبيق في جميع التخصصات التي تدرسها الجامعة وعليه فقد خصصت جامعة العلوم التطبيقية ضمن خطتها الدراسية ساعات معتمدة الزامية للطلبة وذلك لغايات التدريب العملي والمواد التطبيقية العملية، بحيث يجب على كل طالب ان يأخذ هذة الساعات لكي يتخرج. فنظام التدريس في جامعة العلوم التطبيقية مبني على نظام الساعات المعتمدة (النظام الأمريكي تحديداَ).

## حرم الجامعة
مقر الجامعة الدائم في منطقة العكر الشرقي وتم الإنتهاء منه في سنة 2013 حيث يمتاز هذا المقر بأحدث المباني والتجهيزات من أدوات تعليمية حديثة ومرافق متعددة حيث تم تصميم وتشييد الحرم الجامعي الجديد بعناية فائقة ليلبي الحاجات البشرية والثقافية والروحية للطلاب وأعضاء هيئةالتدريس والموظفين على حد سواء.

## الطلاب والإداريون
وفقًا لتقرير صادر عن وزارة التربية والتعليم البحرينية، بلغ عدد طلاب الجامعة عام 2012 ما يقارب 1،623 طالبًا وفيما يتعلق بمسؤولي الجامعة فكان عددهم 75 عضوًا من أعضاء هيئة التدريس و41 عضوًا إداريًا. ارتفع عدد الطلاب إلى ما يقرب من 2400 في عام 2014 و3254 في عام 2019.

## التخصصات الدراسية
التخصصات التي تدرس في الجامعة هي على النحو الآتي:

### برامج البكالوريوس

#### كلية الحقوق
- برنامج البكالوريوس في الحقوق
- برنامج البكالوريوس في الحقوق (منح الدرجة العلمية المزدوجة)

#### كلية العلوم الإدارية
- برنامج البكالوريوس في إدارةالأعمال
- برنامج البكالوريوس في المحاسبة
- برنامج البكالوريوس في العلوم السياسية
- برنامج البكالوريوس في العلوم المالية والمحاسبة
- برنامج البكالوريوس في نظم المعلومات الإدارية
- برنامج البكالوريوس في إدارة الأعمال (منح الدرجة العلمية المزدوجة)

#### كلية الآداب والعلوم
- برنامج البكالوريوس في علم الحاسوب
- برنامج البكالوريوس في التصميم الجرافيكي
- برنامج البكالوريوس في التصميم الداخلي

#### كلية الهندسة
- برنامج بكالوريوس الهندسة في الهندسة المدنية (منح الدرجة العلمية المزدوجة)
- برنامج بكالوريوس الهندسة في الهندسة المعمارية(منح الدرجة العلمية المزدوجة)
- برنامج بكالوريوس الهندسة في الهندسة الميكانيكية (منح الدرجة العلمية المزدوجة)
- برنامج بكالوريوس الهندسة في الهندسة الكهربائية والإلكترونية(منح الدرجة العلمية المزدوجة)

### برامج الماجستير

#### كلية العلوم الإدارية
- برنامج الماجستير في إدارة الأعمال
- برنامج الماجستير في إدارة الموارد البشرية
- برنامج الماجستير في المحاسبة والتمويل
- برنامج الماجستير في العلوم السياسية

#### كلية الحقوق
- برنامج الماجستير في القانون (مسار القانون العام / مسار القانون الخاص)
- برنامج الماجستير في القانون التجاري

## الشراكة
في عام 2014 وقعت جامعة العلوم التطبيقية مذكرة تفاهم مع جامعة كارديف متروبوليتان [الإنجليزية]. وفي عام 2016 في إطار الشراكة التعاونية بين الجامعتين أفتتحت جامعة لندن ساوث بانك [الإنجليزية] كلية هندسة جديدة في جامعة العلوم التطبيقية.